# Immobilarity
Immobilarity è il secondo album in studio del rapper statunitense Raekwon, pubblicato il 16 novembre 1999.

## Descrizione
Acronimo di "I Move More Officially By Implementing Loyalty And Respect In The Youth", "Immobilarity" vede la luce il 16 novembre 1999 e debutta nelle prime posizioni delle classifiche americane. Non raccoglie però critiche positive e viene definito, come diversi album del Clan della seconda stagione dei solisti, un passo falso.
Motivi principali di questo insuccesso sono la totale assenza del produttore RZA e del socio Ghostface Killah, coautori del primo lavoro di Raekwon.

## Tracce
1. Intro – 2:19 (Corey Woods, Michael Dewar, Collin Dewar)
2. Yae Yo – 2:37 (Corey Woods, Carlos Broady)
3. Casablanca – 3:51 (Corey Woods, Basil Poledouris)
4. 100 Rounds – 4:54 (Corey Woods, Sean Kelly)
5. Real Life – 3:02 (Corey Woods, David Walker)
6. Power (feat. American Cream Team) – 3:49 (Corey Woods, Sean Kelly, Thaddaeus Birkett, Jamel Cummings, Bruce Mayfield, Delmar Coward)
7. Skit N° 1 – 1:05
8. All I Got Is You Pt. II – 4:54 (Lionel Richie)
9. Jury – 3:51 (Corey Woods, Michael Dewar, Collin Dewar, Sean Baker)
10. F**k Them (feat. Method Man) – 3:55 (Corey Woods, Sean Kelly, Clifford Smith)
11. Skit N° 2 – 1:29
12. Live From New York – 3:26 (Corey Woods, Michael Dewar, Collin Dewar)
13. My Favorite Dred – 1:58 (Corey Woods, Sean Kelly)
14. Friday – 3:25 (Corey Woods, Sean Kelly)
15. The Table (feat. Masta Killa) – 3:03 (Corey Woods, Michael Dewar, Collin Dewar, Elgin Turner)
16. Sneakers – 3:02 (Corey Woods, Pete Phillips)
17. Raw (feat. American Cream Team) – 3:07 (Corey Woods, Naheen Bowens, Voe Harris, Birkett Mayfield, Herb Lane, Keith Crier, Paul Service, Emanuel LeBlanc)
18. Pop S**t – 3:18 (Corey Woods, Naheen Bowens, Michael Harrison)
19. Heart To Heart – 4:04 (Ralph MacDonald, William Salter)
20. Forecast – 3:08 (Corey Woods, Sean Kelly, Keith Sweat, Teddy Riley)
21. Outro – 1:09

## Classifiche
| Classifica (1999) | Posizione massima |
| ----------------- | ----------------- |
| Stati Uniti       | 9                 |